# Museo prefetturale d'arte di Hyōgo
Il Museo prefetturale d'arte di Hyōgo  (兵庫県立美術館?, Hyōgo Kenritsu Bijutsukan) è un museo d'arte di Nada-ku, Kobe, nella prefettura di Hyōgo Prefecture, in Giappone. Aperto nel 2002, come parte degli sforzi per il recupero della città in seguito al grande terremoto di Hanshin del 1995, è il più grande del suo genere nel Giappone occidentale.

## Edificio
L'edificio che ospita il museo è una moderna costruzione in cemento progettata dal noto architetto Tadao Ando (che ha realizzato anche musei su Naoshima , sulle colline di Omotesando e il Tokyo Sky Tree), che ha utilizzato un linguaggio severo e sobrio per trasmetterre un'immagine di sicurezza, forza e durabilità.
Immerso nell'acqua e nel verde, ci si accede attraverso una passerella. Data la maggiore opacità dell'edificio dalla parte verso la città, Ando ha previsto una scala pedonale realizzata per mezzo di una scanalatura e un arco in pietra grezza, in contrasto con il resto dell'edificio scuro lucido.

## Collezioni
Le principali collezioni del museo sono sculture nazionali e internazionali, stampe straniere e giapponesi, dipinti in stile occidentale e giapponese, grandi capolavori giapponesi dell'era moderna e arte contemporanea. La mostra permanente è rappresentata da una collezione di arte moderna e contemporanea allestita a rotazione e presenta artisti con forti legami con la prefettura di Hyōgo. 
Il museo ha al suo interno stanze commemorative di due degli artisti contemporanei del Giappone, Ryōhei Koiso e Kanayama Heizō. La Ando Gallery invece, che mette in mostra pezzi unici dell'artista, è stata aperta nel 2019.
Il museo dispone anche di un ristorante, una caffetteria e un negozio, oltre a un auditorium e spazi per eventi per musica dal vivo e spettacoli.